# موریگوچی، اوساکا
موریگوچی در استان اوساکا در کشور ژاپن  واقع شده‌است  که دارای جمعیت ۱۴۶٬۲۹۴ نفر و مساحت ۱۲٫۷۳ کیلومتر مربع با تراکم جمعیت ۱۱٬۴۹۲  نفر در کیلومترمربع است و در تاریخ ۱ نوامبر ۱۹۴۶ به عنوان شهر شناخته شد.